# ヒトリトイロ
『ヒトリトイロ』（ヒトリトイロ）は、宮本佳林の1枚目のオリジナルアルバム。2022年10月12日にアップフロントワークス（hachamaレーベル）から発売。

## 概要
発売形態
- 初回生産限定盤A・B・C・通常盤の4形態でリリース。
- 初回生産限定盤Aには既発曲のミュージック・ビデオ、歌唱・ダンス動画（YouTubeで未公開の内容も含む）、アコースティックライブ映像、アルバムジャケット撮影メイキングを収録したBlu-ray Discを、Bには「宮本佳林 LIVE 2021～ダリア～」9月20日・中野サンプラザ公演を収録したBlu-ray Disc、Cには「宮本佳林 LIVE 2022春～アメジスト～」5月22日・めぐろパーシモンホール公演を収録したBlu-ray Discがそれぞれ付属。

## 収録曲

### CD（全盤共通）
1. なんてったって I Love You (4:15)
  - 作詞: 西野蒟蒻、作曲: 武田将弥 、編曲: 椿山日南子
  - 2ndシングル
2. 自分ファースト (5:09)
  - 作詞・作曲: 中島卓偉、編曲: 荒幡亮平
  - 2022年5月開催のライブ「宮本佳林 LIVE 2022春～アメジスト〜」よりライブ用として先行披露されていた楽曲[3]。
3. 若者ブランド (5:49)
  - 作詞: 水内ほのか、作曲: 佐藤カズキ、編曲: SCRAMBLES
  - 2019年10月開催のライブ「宮本佳林 LIVE TOUR ～Karing～」よりライブ用として先行披露されていた楽曲[4]。
4. どうして僕らにはやる気がないのか(2021) (4:24)
  - 作詞: 永井葉子、作曲: 田仲圭太、編曲: 宮永治郎
  - 1stシングル
5. 愛してるの言葉だけで (4:10)
  - 作詞: 宮嶋淳子、作曲: トミタカズキ、編曲: 江上浩太郎
  - 2021年6月開催のライブ「宮本佳林 LIVE 2021春 ～アマリリス～」よりライブ用として先行披露されていた楽曲[5]。
6. 優柔不断だね、Guilty (3:39)
  - 作詞・作曲: 大橋莉子、編曲: 近藤圭一
  - 2021年6月開催のライブ「宮本佳林 LIVE 2021春 ～アマリリス～」よりライブ用として先行披露されていた楽曲[5]。
7. イイオンナごっこ (4:10)
  - 作詞・作曲: 山崎あおい、編曲: 平田祥一郎
  - 2021年9月開催のライブ「宮本佳林 LIVE 2021～ダリア～」よりライブ用として先行披露されていた楽曲。
8. ハウリング (3:27)
  - 作詞: 児玉雨子、作曲: MOJ 、編曲: ArmySlick
  - 2ndシングル
9. Happy Days (4:24)
  - 作詞: MEG.ME、作曲: KOUGA、編曲: 堀倉彰
  - 2021年9月開催のライブ「宮本佳林 LIVE 2021～ダリア～」よりライブ用として先行披露されていた楽曲。
10. 規格外のロマンス (3:11)
  - 作詞: 西野蒟蒻、作曲: Caroline Gustavsson / Chris Meyer、編曲: Chris Meyer
  - 1stシングル
11. タメライ (3:16)
  - 作詞: 川田琢、作曲: 馬飼野康二 / 鎌田俊哉、編曲: SCRAMBLES
  - 2019年10月開催のライブ「宮本佳林 LIVE TOUR ～Karing～」よりライブ用として先行披露されていた楽曲[4]。
12. 未来のフィラメント  (4:54)
  - 作詞: 児玉雨子、作曲: michitomo、編曲: 佐々木侑太
  - 2ndデジタルシングル
13. 氷点下 (4:32)
  - 作詞・作曲: 山崎あおい、編曲: 浜田ピエール裕介
  - 1stシングル
14. 落ちこぼれのガラクタだって (4:40)
  - 作詞: 川田琢、作曲: 松隈ケンタ、編曲: SCRAMBLES
  - 2019年10月開催のライブ「宮本佳林 LIVE TOUR ～Karing～」よりライブ用として先行披露されていた楽曲[4]。
15. 夜明けまでのララバイ (4:01)
  - 作詞: 西野蒟蒻、作曲・編曲: Caroline Gustavsson / Chris Meyer
  - 新曲。

### 初回生産限定盤A Blu-ray
1. 未来のフィラメント(Music Video)
2. 少女K(ダンス動画)
3. 優柔不断だね、Guilty(歌唱動画)
4. どうして僕らにはやる気がないのか(2021)(Music Video)
5. 氷点下(Music Video)
6. 規格外のロマンス(Music Video)
7. なんてったって I Love You(Music Video)
8. なんてったって I Love You(Dance Shot Ver.)
9. ハウリング(Music Video)
10. ハウリング(Dance Shot Ver.)
11. 愛してるの言葉だけで(歌唱動画)
12. イイオンナごっこ(ダンス動画)
13. どうして僕らにはやる気がないのか(アコースティックスタジオライブ)
14. 氷点下(アコースティックスタジオライブ)
15. アルバムジャケット撮影メイキング

### 初回生産限定盤B Blu-ray「宮本佳林 LIVE 2021～ダリア～」
1. OPENING
2. 優柔不断だね、Guilty
3. タメライ
4. 少女K
5. MC
6. イイオンナごっこ
7. Happy Days
8. MC
9. 赤いスイートピー
10. やっちまいな
11. 彼女になりたいっ!!!
12. MC
13. 若者ブランド
14. 愛してるの言葉だけで
15. DANCE TRACK
16. どうして僕らにはやる気がないのか
17. Va-Va-Voom
18. 落ちこぼれのガラクタだって
19. この世界は捨てたもんじゃない
20. MC
21. 氷点下
22. 未来のフィラメント【ENCORE】
23. MC【ENCORE】
24. 天まで登れ!【ENCORE】

### 初回生産限定盤C Blu-ray「宮本佳林 LIVE 2022春～アメジスト～」
1. OPENING
2. プラトニック・プラネット
3. 規格外のロマンス
4. 大人の事情
5. MC
6. なんてったって I Love You
7. ハウリング
8. やっちまいな
9. ポップミュージック
10. きみの登場
11. ラッキーチャチャチャ!
12. イイオンナごっこ
13. 若者ブランド
14. Happy Days
15. DANCE TRACK
16. Fiesta! Fiesta!
17. Borderline
18. 自分ファースト
19. どうして僕らにはやる気がないのか【ENCORE】
20. MC【ENCORE】
21. 落ちこぼれのガラクタだって【ENCORE】